# Mirko Celestino
Mirko Celestino (Albenga, 19 de marzo de 1974) es un deportista italiano que compitió en ciclismo en las modalidades de ruta y ciclismo de montaña (campo a través).
Debutó en la carretera en 1995 con el equipo Polti, en 2001 se cambió al Saeco y en 2006 fichó para el Milram. En 1999 ganó el Giro de Lombardía y la HEW Cyclassics.
Ganó dos medallas en el Campeonato Mundial de Ciclismo de Montaña en Maratón, en los años 2010 y 2011, y una medalla de plata en el Campeonato Europeo de Ciclismo de Montaña en Maratón de 2010.

## Medallero internacional
| Campeonato Mundial | Campeonato Mundial      | Campeonato Mundial | Campeonato Mundial |
| Año                | Lugar                   | Medalla            | Competición        |
| ------------------ | ----------------------- | ------------------ | ------------------ |
| 2010               | Sankt Wendel (Alemania) | Medalla de plata   | Campo a través     |
| 2011               | Montebelluna (Italia)   | Medalla de bronce  | Campo a través     |
| Campeonato Europeo |                         |                    |                    |
| Año                | Lugar                   | Medalla            | Competición        |
| 2010               | Montebelluna (Italia)   | Medalla de plata   | Campo a través     |

## Palmarés

### Ruta
| 1995 (como amateur) - Campeonato Europeo en Ruta sub-23 - Gran Premio Palio del Recioto 1998 - Regio-Tour, más 1 etapa - Giro d'Emilia 1999 - HEW Cyclassics - Coppa Placci - Giro de Lombardía 2001 - Trofeo Laigueglia - Tres Valles Varesinos - Milán-Turín | 2002 - 1 etapa del Brixia Tour 2003 - Milán-Turín - Settimana Coppi e Bartali 2004 - 1 etapa de la Settimana Coppi e Bartali 2006 - 2.º en el Campeonato de Italia en Ruta |

### Ciclismo de montaña
2009
- Campeonato de Italia de Ciclismo de Montaña en Maratón

2010
- 2.º en el Campeonato del Mundo de Ciclismo de Montaña en Maratón
- 2.º en el Campeonato de Europa de Ciclismo de Montaña en Maratón

2011
- Campeonato de Italia de Ciclismo de Montaña en Maratón
- 3.º en el Campeonato del Mundo de Ciclismo de Montaña en Maratón

## Resultados en Grandes Vueltas y Campeonatos del Mundo
Durante su carrera deportiva consiguió los siguientes puestos en las Grandes Vueltas y en los Campeonatos del Mundo en carretera:
| Carrera         | Carrera         | 1996 | 1997 | 1998 | 1999 | 2000 | 2001 | 2002 | 2003 | 2004 | 2005 | 2006 | 2007 |
| --------------- | --------------- | ---- | ---- | ---- | ---- | ---- | ---- | ---- | ---- | ---- | ---- | ---- | ---- |
|                 | Giro de Italia  | ―    | Ab.  | ―    | 74.º | ―    | ―    | ―    | ―    | ―    | 34.º | ―    | ―    |
|                 | Tour de Francia | ―    | ―    | ―    | ―    | ―    | ―    | ―    | ―    | Ab.  | ―    | Ab.  | ―    |
|                 | Vuelta a España | 73.º | ―    | ―    | ―    | ―    | ―    | ―    | ―    | ―    | ―    | ―    | ―    |
| Mundial en Ruta | Mundial en Ruta | ―    | ―    | Ab.  | 25.º | 58.º | ―    | ―    | ―    | ―    | ―    | ―    | ―    |

| —: No participó | Ab: Abandono |